# هوگارت ۱۲۶۱۳
سیارک ۱۲۶۱۳ (به انگلیسی: 12613 Hogarth، نامگذاری:4024P-L) دوازده هزار و ششصد و سیزدهمین سیارک کشف شده‌است که در ۲۴ سپتامبر ۱۹۶۰ کشف شد.